# さよならプラスティックワールド
「さよならプラスティックワールド」は、2022年4月29日にPolydor/Perfume Recordsから配信されたPerfumeの配信限定シングル。

## 概要
前作「Flow」以来、約2か月半ぶりのシングルリリースとなる。
本楽曲はNHKの『みんなのうた』2022年4月から5月にかけて放送曲に採用され、「インターネットやSNSでたくさんの情報があふれる現代の中でも、自分の感覚を信じ自らで実体験することによって、もっと素敵な未来や運命をつくっていけるというメッセージがポップなサウンドに乗せて歌われている楽曲」と表現された。
デジタルジャケットには、『みんなのうた』のアニメーションを担当した大谷たらふのアートワークを採用している。本作について、彼は次のようにコメントしている。
| 「          | 私は「コンピューターおばあちゃん」を聞いて育った世代です。 あの頃はテクノロジーに未来への希望が溢れていた時代でした。 あれから数十年が経ち、現在はプラスティックをはじめとする環境問題ばかりか、世界では悲劇的な情報戦が起こっています。いろいろなニュースの中で科学へのネガティブなイメージが膨らみがちですが、テクノロジーは本来は生活を良くするためのもののはず。道具の使い方を間違わなければ、人と人、それから人と自然はもっと上手くやっていくことができるのだと思います。 人と自然とテクノロジーが同じ世界で家族として共に生きていく。そんなコンセプトで、人と動植物と機械のキャラクターを描き、アナログの絵とデジタルペイントを合わせた方法でアニメーションにしました。 Perfumeさんの音楽にはいつもテクノロジーへの前向きな希望があります。この映像も、世界を良くしようとがんばっている技術者やそれを目指している子供たちを応援するような気持ちで作りました。 みんなで世界を良い方向へ変えていけますように！ | 」 |
| —大谷たらふ | |    |

楽曲について、かしゆかは「まさに現代のみんなが陥っている世界や気持ちを歌っていると感じています。大事な事はもっとあるよね?って言われているような。」、のっちは「歌詞を見た感想は「わかる〜 !!!」でした(笑)。 何を見るにもまずレビューから見ちゃうし。ネットで映画 を見るにも買い物するにも、本当に私にフィットしたものをオススメしてくれることに、もう違和感を持たなくなってきている。『プラスティックワールド』の世界に足を突っ込んでいます。」、あ〜ちゃんは「ワードが少ないのに、すごく深く今の時代を捉えた言葉が続いていて、これを子どもたちが口ずさんだとき、大人はドキッとするだろうなぁと思いました。」と語っている。

## 批評
『ROCKIN'ON JAPAN』（2022年7月号）で、音楽ライターの高橋智樹は「生っぽいドラムの音色＆リズムアレンジとピアノの涼やかなバッキングが印象的なサウンドとともに、近未来でも異世界でもない「今、ここ」での鮮やかな躍動感を描き出していくあ～ちゃん／かしゆか／のっち。日常生活がSNSなど情報の渦の真っ只中にある2022年という時代においても、自分の意志と想いで駆け出した先にこそ、きらめく未来は広がっている、というメッセージ性が、軽やかな開放感をもって聴く者に寄り添ってくる。」「生っぽいドラムの音色＆リズムアレンジとピアノの涼やかなバッキングが印象的なサウンドとともに、近未来でも異世界でもない「今、ここ」での鮮やかな躍動感を描き出していくあ～ちゃん／かしゆか／のっち。日常生活がSNSなど情報の渦の真っ只中にある2022年という時代においても、自分の意志と想いで駆け出した先にこそ、きらめく未来は広がっている、というメッセージ性が、軽やかな開放感をもって聴く者に寄り添ってくる。」「未知のイマジネーションの最先端を体現すること、「個」としての自分たちの心情を鮮やかに描くこと、そして紛れもない「この時代のポップ」としてのリアルを放っていること――。そのすべてを内包した場所に、Perfumeは確かに立っている。」と批評した。

## 収録曲
| 全作詞・作曲・編曲: 中田ヤスタカ。 |                                    |              |              |      |
| #                                  | タイトル                           | 作詞         | 作曲・編曲   | 時間 |
| 1.                                 | 「さよならプラスティックワールド」 | 中田ヤスタカ | 中田ヤスタカ | 3:56 |